# Nyaung-u Sawrahan
Nyaung-u Sawrahan (Birmanisch ညောင္‌ဦးစောရဟန္‌း, MLC-TS nyaung u: sau ra. han:, auch Ngyaung-ú-Tsau Rahán; † 964) war Herrscher im Königreich Bagan im heutigen Birma. Er ist auch unter dem Namen Taungthumingyi (ေတာင္‌သူက္ရီးမင္‌း) bekannt.
Nyaung-u Sawrahan eroberte 931 den Thron von seinem Vorgänger, König Theinhko. Er selbst war ursprünglich ein einfacher Bauer, als Theinhko eine Gurke von einem seiner Felder wegnahm. Hierfür kämpfte er mit dem König und tötete ihn. Nyauang-u Sawrahan wurde von der Königin als neuer König anerkannt, um größere Unruhen im Reich zu vermeiden, und wurde dann als der Gurkenkönig (engl. Cucumber King) bekannt. Dies beruht womöglich auf einer Legende, eine ähnliche Geschichte gibt es auch in den Annalen von Kambodscha.
Der Name Nyaung-u Sawrahan findet sich auf einer Votivtafel, auf der eine von ihm veranlasste Renovierung eines Tempels vermerkt ist. Darüber hinaus ließ er fünf bekannte Bauwerke in Bagan errichten, darunter die berühmte Pahtothamya Pagode in der Altstadt.
Nyaung-u Sawrahan regierte 33 Jahre und wurde selbst von Kunshsaw Kyaunghpyu vom Thron verdrängt. Dieser wiederum musste wenig später den Thron für die Söhne von Nyaung-u Sawrahan, Kyiso und Sokka-te, räumen.
Die Jahresdaten sind den Hmannan Yazawin (Glaspalast-Chroniken) entnommen und sind mehr der Tradition verpflichtet als der Geschichte.
| Personendaten    | Personendaten                       |
| ---------------- | ----------------------------------- |
| NAME             | Nyaung-u Sawrahan                   |
| ALTERNATIVNAMEN  | Taungthumingyi                      |
| KURZBESCHREIBUNG | Herrscher im Königreich Bagan       |
| GEBURTSDATUM     | 9. Jahrhundert oder 10. Jahrhundert |
| STERBEDATUM      | 964                                 |